# ウッドローン (映画)
『ウッドローン』（原題:Woodlawn）は2015年に公開されたアメリカ合衆国の宗教映画である。監督はアーウィン兄弟、主演はケイレブ・キャスティルが務めた。本作は日本国内で劇場公開されなかったが、2016年11月2日にDVDが発売された。

## ストーリー
1973年、アラバマ州バーミンガム。同地にあるウッドローン高校で人種隔離が撤廃され、トニー・ネイサンをはじめとする黒人生徒がアメフト部に加入することになった。コーチのタンディ・ジェレルズはチームをまとめるために様々な策を講じたが、白人生徒と黒人生徒の間にあった溝は容易に埋まらず、フィールドでも口論する有り様であった。部員たちの対立はエスカレートし、ついには殴り合いの喧嘩になってしまった。その一件を受けて、タンディはハンク・アーウィン牧師の力を借りることにした。ハンクの説教によって、部員たちは「白人も黒人も神を信じていることに変わりはない」という意識を持ち、チームとして団結していこうという決意を固めた。
最初の試合に負けた後、タンディは白人生徒の保護者たちの反対を押し切り、次の試合でトニーを出場させることにした。優れた身体能力を有するトニーは大活躍し、チームは勝利を収めることができた。その後、チームは連勝していき、ついには強豪校として知られるバンクス高校と対決することになった。バンクス高校アメフト部のコーチ、ジョージ・ホワイト（ショーティ）は部員たちに「トニーにタックルを繰り返せ」という指示を出した。タックルを集中的に受けたばかりに、トニーは負傷し途中退場することになった。結局、ウッドローン高校は敗北を喫してしまったが、タンディは「君たちは私の誇りだ」と部員たちに言った。
ハンクはウッドローン高校とバンクス高校のアメフト部員たちを集めて説教を行い、後者をも改心させた。その後、タンディとショーティは共同で合宿を行うことにし、両校のチームは友情を深めていった。シーズン開始後、スター選手を擁する両校は順調に勝ち進んでいった。そして、昨年と同様、決勝戦で激突することになった。

## キャスト
- ケイレブ・キャスティル - トニー・ネイサン（吹替：高橋英則）
- ショーン・アスティン - ハンク・アーウィン（吹替：河本邦弘）
- ニック・ビショップ - タンディ・ジェレルズ（吹替：楠大典）
- シェリー・シェパード - ルイーズ・ネイサン
- ジョン・ヴォイト - ポール・ブライアント（ベア）（吹替：河本邦弘）
- C・トーマス・ハウエル - ジョージ・ホワイト（ショーティ）
- ケヴィン・サイズモア - ジェリー・スターンズ

## 製作
2014年11月20日、本作の主要キャストが発表された。2016年1月15日、リユニオン・レコーズが本作のサウンドトラックを発売した。

## マーケティング
2015年4月1日、本作のオフィシャル・トレイラーが公開された。8月25日、本作のオフィシャル・トレイラー第2弾が公開された。
本作は『グースバンプス モンスターと秘密の書』、『クリムゾン・ピーク』、『ブリッジ・オブ・スパイ』と同じ週に封切られ、公開初週末に525万ドル前後を稼ぎ出すと予想されていたが、実際の数字はそれを下回るものとなった。2015年10月16日、本作は全米1553館で公開され、公開初週末に400万ドルを稼ぎ出し、週末興行収入ランキング初登場9位となった。

## 評価
本作は批評家から好意的に評価されている。映画批評集積サイトのRotten Tomatoesには15件のレビューがあり、批評家支持率は73%、平均点は10点満点で6.37点となっている。また、Metacriticには4件のレビューがあり、加重平均値は57/100となっている。なお、本作のCinemaScoreは最高値A+となっている。